# Хачиняли
Хачиняли (азерб. Xaçınyalı) — село у Лачинському районі Азербайджану. Село розташоване за 50 км на північний захід від районного центру, міста Лачина та за 2 км на захід від села Пичанис, до якого підпорядковується.